# Independencia, Durango
Independencia är en ort i Mexiko.   Den ligger i kommunen Gómez Palacio och delstaten Durango, i den centrala delen av landet, 800 km nordväst om huvudstaden Mexico City. Independencia ligger 1 106 meter över havet och antalet invånare är 197.
Terrängen runt Independencia är mycket platt. Runt Independencia är det glesbefolkat, med 9 invånare per kvadratkilometer. Närmaste större samhälle är San Felipe, 18,0 km söder om Independencia. Trakten runt Independencia består till största delen av jordbruksmark.